# Abrsiidae
Abrsiidae is een familie van eenoogkreeftjes. De wetenschappelijke naam werd voor het eerst geldig gepubliceerd in 2008 door Karanovic.

## Geslachten
- Abrsia Karanovic, 2008